# Kojibioza
Kojibioza je disaharid. Ona je proizvod karamelizacije glukoze.